# Новаковский, Пётр Томаш
Пётр Томаш Новаковский (родился в 1974 году) — польский учёный, педагог и исследователь культовых групп. Ассоциированный профессор Католического университета Люблина.

## Книги
- Sekty: co każdy powinien wiedzieć [Культы: что следует знать каждому] (1999)
- Sekty: oblicza werbunku [Культы: лица вербовки] (2001)
- Fast food dla mózgu, czyli telewizja i okolice [Фаст-фуд для мозгов, или Телевидение и иже с ним] (2002)
- Modele człowieka propagowane w czasopismach młodzieżowych. Analiza antropologiczno-etyczna [Модели человека, пропагандируемые определёнными молодёжными журналами. Антропологически-этический анализ] (2004)
- The Phenomenon of Cults from a Scientific Perspective [Феномен культов в научной перспективе] (2007; редактор и соавтор)